# بافل ياوفليف
بافل ياوفليف (بالروسية: Яковлев, Павел Владимирович)‏ (7 أبريل 1991 بليوبارتسي في روسيا - ) هو لاعب كرة قدم روسي في مركز الوسط. شارك مع منتخب روسيا تحت 21 سنة لكرة القدم. أما مع النوادي، فقد لعب مع سبارتاك موسكو ونادي كريليا سوفيتوف سامارا ونادي موردوفيا سارانسك ونادي سبارتاك موسكو 2 لكرة القدم.

## وصلات خارجية
- بافل ياوفليف على موقع الاتحاد الأوربي (الإنجليزية)
- بافل ياوفليف على موقع قاعدة بيانات كرة القدم.إي يو (الإنجليزية)
- بافل ياوفليف على موقع Soccerway.com (الإنجليزية)
- بافل ياوفليف على موقع عالم كرة القدم.نت (الإنجليزية)
- بافل ياوفليف على موقع AS.com (الإسبانية)